# Hoop-La (film 1933)
Hoop-La è un film del 1933 diretto da Frank Lloyd. La storia, tratta da un lavoro teatrale Kenyon Nicholson, era già stata portata sullo schermo nel 1928 con il film Il re della piazza. Ne verrà fatto un ulteriore remake nel 1945, con il musical Il cavallino d'oro.
Qui vi è l'ultima interpretazione cinematografica di Clara Bow.

## Trama
Lou, una ballerina di hula in un circo, si propone di sedurre il figlio del manager dello spettacolo, Nifty.

## Produzione
Le riprese del film, prodotto dalla Fox Film Corporation, iniziarono a inizio settembre e finirono a metà ottobre 1933.
La sceneggiatura si basa su The Barker di Kenyon Nicholson, un successo di Broadway che, interpretato a teatro da Walter Huston, Claudette Colbert e Norman Foster, aveva debuttato al Biltmore Theatre il 18 gennaio 1927. Sia Huston che Preston furono tra i primi candidati come protagonisti del film ma nessuno dei due appare nel cast definitivo della pellicola: secondo Film Daily, alla fine furono scelti altri attori perché si volle cambiare, in fase di sceneggiatura, il tema centrale della storia, facendo risaltare il personaggio interpretato da Clara Bow a scapito di quelli della commedia.

## Curiosità
L'attrice Ethel Loreen Greer, che nel film rappresenta la donna cannone del circo, è stata con ogni probabilità l'attrice più pesante dell'intera storia del cinema, superando i 288 kg.

## Distribuzione
Il copyright del film, richiesto dalla Fox Film Corp., fu registrato il 13 novembre 1933 con il numero LP4235.
Presentato da William Fox, il film uscì nelle sale cinematografiche USA il 30 novembre 1933.